# Donna D’Errico
Donna Jeanette D’Errico (ur. 30 marca 1968 w Dothan) – amerykańska aktorka i modelka. 
We wrześniu 1995 pozowała dla „Playboya” jako Dziewczyna Miesiąca. Odtwórczyni roli Donny Marco w serialu telewizyjnym NBC Słoneczny patrol (1996–1998). 

## Życiorys
Urodziła się w Dothan w Alabamie, kiedy jej ojciec odbywał służbę podczas wojny w Wietnamie. Był kapitanem armii, pochodził z rodziny włoskiej z Connecticut i miał polskie korzenie, a matka była pochodzenia angielskiego, szkockiego i irlandzkiego. Wychowana była w wierze katolickiej. Po powrocie z wojny wraz z rodzicami, bratem i siostrą przeprowadziła się do Columbus w stanie Georgia, gdzie uczęszczała do szkoły katolickiej Pacelli High School. Początkowo marzyła o byciu księgową. W 1986 przeniosła się do Los Angeles. Miała firmę produkującą limuzyny z siedzibą w Las Vegas.
Po raz pierwszy trafiła na mały ekran w roli Helgi w odcinku sitcomu FOX Świat według Bundych – pt. „Dwóch, którzy uciekli” (1995). W horrorze wideo Candyman 3: Dzień umarłych (1999) zagrała postać Caroline McKeever. Zadebiutowała na kinowym ekranie jako sprzedawczyni w komedii szpiegowskiej Austin Powers i Złoty Członek (2002).
Była na okładkach magazynów takich jak „Playboy” (1996, 1997), „Men’s Fitness” (w lutym 1997), „High Society” (w lipcu 1997), „Maxim” (w maju 1998), „CKM” (w maju 1999), „Hustler” (w grudniu 2003) i „Surreal” (we wrześniu 2018).
Z nieformalnego związku ma syna Rhyana (ur. 1 kwietnia 1993). 23 grudnia 1996 zawarła związek małżeński z Nikkim Sixxem, założycielem i basistą grupy Mötley Crüe. Mają córkę Frankie–Jean (ur. 2 stycznia 2001). 28 listopada 2007, po 11 latach małżeństwa, doszło do rozwodu.

## Filmografia

### Filmy
- 1998: Faceci w bieli (TV) jako sekretarz prasowy
- 1999: Candyman 3: Dzień umarłych (wideo) jako Caroline McKeever
- 2002: Austin Powers i Złoty Członek jako sprzedawczyni

### Seriale
- 1995: Świat według Bundych jako Helga
- 1996–97: Nocny patrol jako Donna Marco
- 1996–98: Słoneczny patrol jako Donna Marco
- 1998: Belfer z klasą jako Samantha
- 2004: Posterunek w Reno jako New Johnson – zastępca Barbara Cooper
- 2016: Roadies jako Roberta, czyli Red Velvet
- 2018: 9-1-1 jako Stephanie
- 2019: Brooklyn 9-9 jako Marissa Costa
- 2020: Hell’s Kitchen jako właścicielka restauracji